# Volatilité électorale
La volatilité électorale (en anglais : voter volatility) est un concept de sociologie politique désignant la possibilité que des électeurs modifient leurs préférences politiques ou leur vote d'une échéance électorale à l'autre.

## Concept
Si les modèles déterministes (ou « écologiques ») du vote dominent la sociologie politique dans les années 1950, ils commencent à être remis en question aux États-Unis à partir de la fin des années 1960. Les études de sociologie politique montrent que le vote de classe ne semble plus aussi net qu'auparavant, et que donc le paradigme de l'identification partisane décrit par Michigan ne semble plus pouvoir rendre compte efficacement de la réalité. 
De cette désagrégation du vote de classe est née une forme de volatilité électorale du fait que le vote des individus devenait plus imprévisible qu'auparavant. Cette volatilité électorale est observable à cette époque au Royaume-Uni, où deux tiers de l'électorat a changé d'orientation politique entre les élections législatives de 1964 et de 1979. Plus tard, en France, entre 1981 et 1984, la moitié des électeurs ont changé de « préférences électorales ». Ce chiffre est confirmé sur la période 1993-1997.
Certains politistes ont alors cherché à établir de nouveaux modèles permettant d'expliquer ces changements. Le modèle du « nouvel électeur » est donc apparu et s'est développé dans les années 1960 et 1970 aux États-Unis en étant au départ théorisé par Valdimer Key,. D'après ce modèle, l'électeur serait un électeur rationnel « débarrassé des déterminismes sociaux ». Selon Valdimer Key, l'électeur rationnel serait un électeur qui utiliserait son vote pour « récompenser » ou « sanctionner » le gouvernement sortant. Si l'électeur est globalement satisfait des actions gouvernementales, il apporte son vote au parti pour lui indiquer son soutien. Au contraire, s'il est insatisfait, il le sanctionne en votant pour un autre parti ou en s'abstenant. L'abstention est en effet un moyen permettant de faire passer un message de mécontentement et est une composante à ne pas oublier de la volatilité électorale.
Le modèle du « nouvel électeur » est approfondi dans les années 1970 par Norman H. Nie, Sidney Verba et John R. Petrocik dans leur ouvrage The Changing American Voter,. Les auteurs cherchent notamment l'origine de cette nouvelle rationalité qui proviendrait selon eux d'un changement des valeurs et des attitudes des citoyens, due à une éducation de plus en plus prolongée, permettant aux électeurs d'acquérir de plus amples « compétences politiques » les poussant à voter rationnellement en fonction des enjeux des élections et non en suivant la tradition électorale de leur milieu socio-culturel d'appartenance. 
Ce modèle décrit ainsi les raisons d'une augmentation de la volatilité électorale de la manière suivante paraphrasée par Dormagen et Mouchard : « l'électeur serait plus instruit et mieux informé, donc plus exigeant, moins grégaire et plus critique, donc plus imprévisible et plus volatil en matière de préférences électorales ». Selon ce modèle, la volatilité n'est donc pas la conséquence d'une indécision des électeurs, mais serait due au contraire à une amélioration de la qualité de jugement par un électorat davantage compétent. C'est un renversement complet du modèle de Columbia énoncé par Paul Lazarsfeld dans The People's Choice (1944) selon lequel les électeurs volatils sont des électeurs peu intéressés par la chose publique. Le modèle du « nouvel électeur » est aussi utilisé à partir des années 1980 pour caractériser un changement dans l'électorat français, notamment avec les travaux de Philippe Habert et Alain Lancelot, qui affirment qu'en 1988, 10 % des électeurs français répondent désormais au profil du « nouvel électeur » volatil par pragmatisme en fonction des enjeux de l'élection,.
Ce modèle du nouvel électeur rejoint donc sur certains points le modèle de l'électeur-stratège théorisé auparavant par Anthony Downs en 1957,. Ce modèle contenait déjà l'idée d'un vote pour sanctionner ou récompenser le gouvernement sortant. Selon ce modèle, le chômage et l'inflation sont les deux variables clés qui, si elles sont trop élevées, créent une volatilité des électeurs car ceux-ci décident de sanctionner le parti au pouvoir en votant pour l'opposition. Ce modèle permettrait donc d'expliquer la volatilité des électeurs du fait que depuis la fin des Trente Glorieuses, le chômage structurel est plus élevé qu'auparavant, et qu'un mécontentement constant et irréductible apparaît vis-à-vis des élus politiques : les électeurs sanctionnent alors fréquemment chaque gouvernement en donnant leurs voix à l'opposition, créant une volatilité électorale.

## Évolution temporelle de la volatilité électorale

### Un électorat plus volatil après les Trente Glorieuses
La volatilité électorale se traduit par une montée des extrêmes (notamment de l'extrême droite) et une montée de l'abstention. Le « vote-sanction » étant dû à un mécontentement, les électeurs ont tendance à vouloir faire passer un message fort de malaise en votant pour l'extrême droite. Cela se remarque en France, mais aussi dans toute l'Europe. De manière plus générale, la volatilité électorale se fait aux dépens des grands partis structurant la vie politique traditionnelle. La croissance du LibDem (au Royaume-Uni) constitue une modification profonde de la vie politique britannique due à l'origine à cette hausse de la volatilité électorale qui s'est faite aux dépens des conservateurs et des travaillistes. En France, cela s'est particulièrement illustré au premier tour des élections présidentielles de 2002. 16 candidats se sont présentés, la plupart étant issus de courants politiques très proches des trois partis principaux représentés par le PS, l'UMP et l'UDF. Cet éclatement de l'offre électorale peut être vu comme un pari des candidats issus de partis minoritaires sur cette volatilité de l'électorat pour espérer récupérer des voix. À gauche, la volatilité électorale est plus difficile à percevoir, car elle se caractérise par deux effets inverses : d'une part on retrouve une mobilité vers l'extrême gauche pour protester contre les compromis du PS avec les idées centristes, d'autre part cet effet est contrebalancé par une mobilité vers le PS motivée par le « vote utile », notamment depuis l'échec du PS à la présidentielle de 2002. Malgré cela, il s'agit bien dans les deux cas d'une mobilité des électeurs, donc d'une hausse de la volatilité électorale.
Quant à l'abstention, elle est elle aussi globalement de plus en plus élevée dans les pays développés qui ne la sanctionnent pas financièrement. Les abstentionnistes forment eux aussi un groupe d'inscrits volatils puisque selon les élections, l'abstention peut fortement varier. Ainsi en France, l'abstention a été assez faible aux élections présidentielles de mai 2007 (16 %), mais a été de 40 % aux élections législatives en juin 2007, en forte augmentation puisque l'abstention aux élections législatives et présidentielles était d'environ 20 % au cours des Trente Glorieuses. La volatilité abstentionniste se fait souvent encore une fois au détriment des partis dits « de gouvernement ». Par exemple, selon une enquête du CEVIPOF, 15 % des inscrits ayant voté pour Lionel Jospin en 1995 se sont abstenus aux élections législatives de 1997, et ce phénomène se retrouve aux mêmes dates de manière encore plus prononcée pour l'alliance de droite "Union pour la France" (RPR-UDF) qui perd la majorité à la chambre.

### La volatilité serait restée constante
Patrick Lehingue explique qu'il faut distinguer plusieurs types de volatilités. Une différence fondamentale doit être relevée entre d'une part la volatilité comme passage d'une tendance politique à l'autre (vote passant de droite à gauche ou de gauche à droite, dite « volatilité externe ») et la « volatilité interne » qui se fait à l'intérieur d'un même « camp » (changement de vote entre PC et PS par exemple). Or la volatilité ne concerne que très rarement des passages d'un camp politique à l'autre : la volatilité gauche-droite représente moins d'un dixième des électeurs volatils d'après Gérard Grunberg (les 90 % restants sont des électeurs volatils restant au sein de la gauche ou au sein de la droite). L'électorat actuel n'est donc pas véritablement volatil dans le sens où il change peu de bord politique.
De plus, toujours d'après Patrick Lehingue, ce chiffre de 10 % d'électeurs volatils entre droite et gauche est une constante depuis le début de la Cinquième République, il y aurait donc une « stabilité de l'instabilité » (expression de Dormagen et Mouchard). Patrick Lehingue considère que l'ensemble de la volatilité électorale est relativement stable au cours du temps : selon Lehingue, entre 1958 et 1962, la moitié des électeurs ont changé de vote si l'on tient compte de l'abstention et des changements de parti,, ce qui correspond aux statistiques concernant les années 1980 et 1990, selon lesquelles un électeur français sur deux était volatil. En somme d'après ce politiste, la volatilité électorale serait restée une constante pendant et après les Trente Glorieuses.

## Critiques et limites

### Volatilité électorale sans changement d'opinion politique
Si la volatilité électorale est le fait de changer son vote d'une élection à l'autre, il est tout à fait envisageable qu'un électeur change son vote sans pour autant changer intérieurement de convictions politiques. En effet, l'offre politique est variable, et un même parti peut changer de discours et d'orientation au cours du temps. Cela crée une volatilité statistique des électeurs qui décident de ne plus apporter leur vote à un parti non pas parce qu'ils changent d'opinion, mais précisément parce qu'ils gardent fermement leurs opinions et qu'à la suite d'une modification de l'offre électorale, le parti qui représente le mieux leurs convictions n'est plus le même. En somme, les politistes qui raisonnent ainsi attaquent le modèle du « nouvel électeur » sur l'idée qu'il se fonde sur une volatilité purement statistique de changement de vote alors que l'électorat est en réalité assez stable dans ses opinions.
L'illustration de cet argument se trouve notamment dans l'exemple (évoqué dans le manuel de Dormagen et Mouchard) d'un électeur dont les opinions de gauche ne sont pas fluctuantes, qui aurait voté pour le PS de François Mitterrand en 1981 en sachant que le parti était orienté vers l'aile communiste, puis aurait voté pour le PCF aux législatives de 1986 car ses opinions étaient désormais mieux représentées par ce parti que par le PS qui avait pris le tournant de la rigueur économique. Ainsi la volatilité statistique qui ressort n'est pas due à une volatilité des opinions, et ces opinions peuvent toujours être liées au cadre socio-culturel dans lequel vit une personne comme l'affirment les modèles déterministes. De même, l'éclatement de l'offre politique au premier tour de l'élection présidentielle française de 2002 a créé de fait une volatilité de l'électorat qui ne signifie pas pour autant un changement des opinions des électeurs.

### Déterminants du vote et régularité électorale
Toujours dans l'idée d'une défense des modèles déterministes, des régularités existent toujours au sein de l'électorat, notamment dans la différence d'orientation entre salariés qui votent davantage à gauche par rapport aux indépendants, de même pour ce qui est du vote davantage orienté à droite de la part des électeurs affirmant leur croyance dans les religions catholiques et protestantes. Ces régularités vont à l'encontre de l'idée de volatilité.

### Réfutation empirique du lien entre compétence politique supérieure et volatilité accrue
Une autre attaque envers le modèle du « nouvel électeur » volatil par rationalité provient de diverses enquêtes sociologiques dont l'une a été menée par Daniel Boy et Élisabeth Dupoirier, et montre que ceux qui se disent intéressés ou très intéressés par la politique sont deux fois plus stables que ceux qui expriment un désintérêt pour la chose publique. Ainsi, la logique du modèle du « nouvel électeur » qui mettait en avant l'idée d'un électeur volatil par augmentation des compétences politiques est entièrement remis en cause.